# سیارک ۸۵۵۳
سیارک ۸۵۵۳ (به انگلیسی: 8553 Bradsmith، نامگذاری:1995HG) هشت هزار و پانصد و پنجاه و سومین سیارک کشف شده‌است که در ۲۰ آوریل ۱۹۹۵ کشف شد.
قدر مطلق سیارک برابر ۱۳٫۹۰ است.